# Ronde van Frankrijk 2013/Twintigste etappe

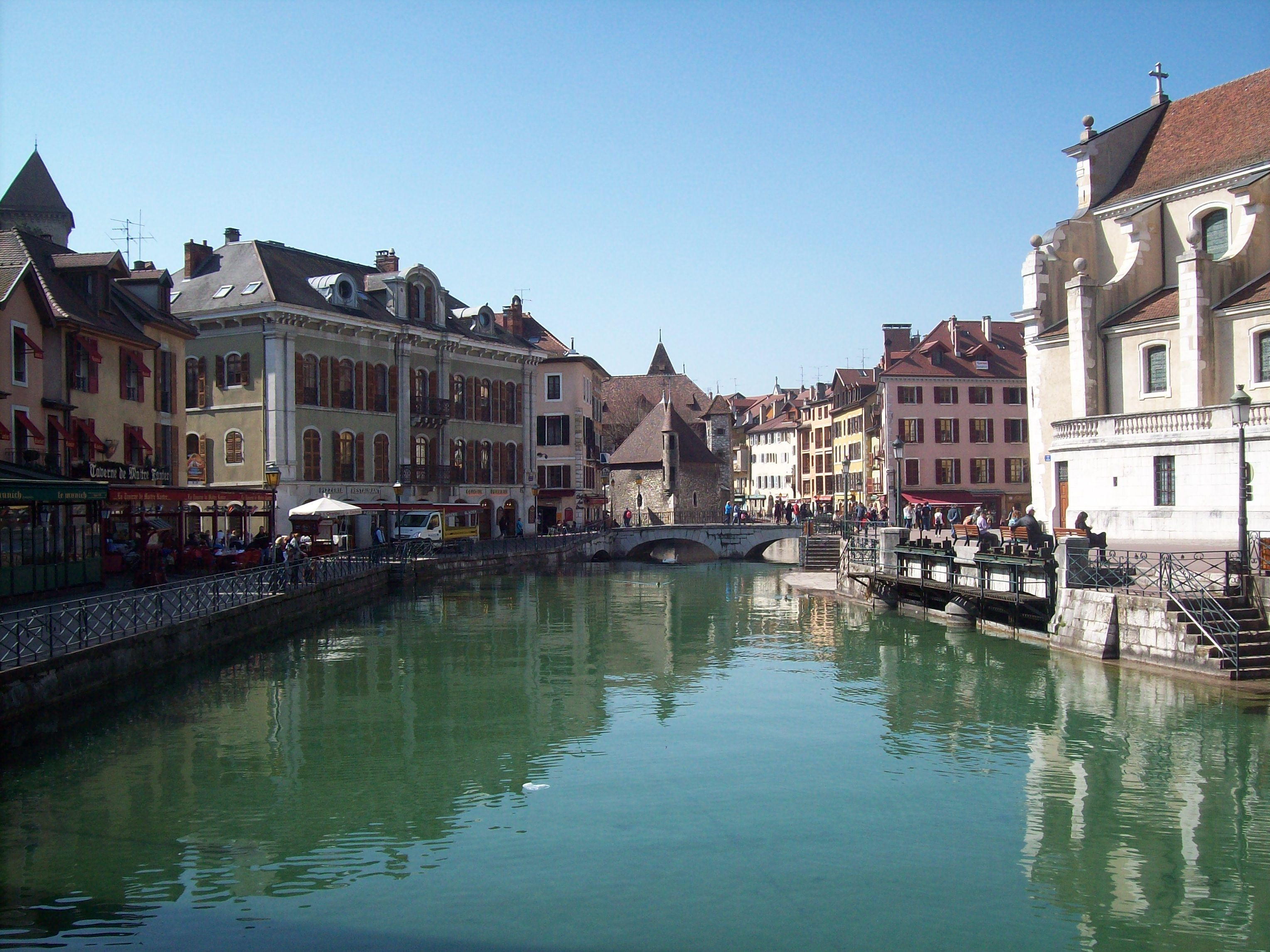
Annecy

De twintigste etappe van de Ronde van Frankrijk 2013 werd verreden op zaterdag 20 juli 2013 over een afstand van 125 kilometer van Annecy naar Annecy-Semnoz.

## Parcours
Het is een bergrit met drie beklimmingen van de derde categorie, een van de tweede, een van de eerste en één buiten categorie. Op 33,5 km is er een tussensprint in Le Châtelard.

## Verloop
Twee groepen ontsnapten vroeg uit het peloton, de eerste bestaande uit Jens Voigt, Marcus Burghardt, Juan Antonio Flecha en Pierre Rolland, de tweede uit Cyril Gautier, Igor Antón, Mikel Astarloza, Christophe Riblon, Simon Clarke en Pavel Broett. De twee groepen smolten later samen en bleven weg, maar de voorsprong was niet groot, en bleef rond 1 minuut schommelen.
In de beklimming van de Mont Revard versnelde Voigt, en kreeg Gautier, Clarke en Broett mee. Gautier zakte later weg, en leidde daarna met de achtervolging voor Rolland en Antón. Vervolgens gingen achtereenvolgens ook Clarke en Broett weg. Uit het peloton sprongen Tejay van Garderen en Philippe Gilbert weg, en ze kwamen tot bij de groep-Rolland die daarna door hun ploeggenoot Burghardt werd aangevoerd. Antón reed hier vooruit, daarachter bleven toen Burghardt wegviel, Van Garderen, Rolland, Riblon en Clarke over. Later verloor deze groep tijd, en kwamen er van achteren enkele rijders terug, waaronder Alexis Vuillermoz die uit het peloton naar voren was gekomen. Antón kwam tot op 15 seconden van Voigt, maar zakte daarna weer weg, en werd rond het einde van de afdaling teruggepakt door deze kopgroep.
Toen de beklimming van de Semnoz begon, viel Van Garderen aan, en kreeg alleen Rolland en Vuillermoz mee. In het peloton reed Kanstantsin Siwtsow voor Chris Froome het peloton aan stukken. De klassementsrenners moesten hard werken om terug in het wiel van de Sky-renners te komen, maar er vormde zich alsnog een groep van circa 20 man. Rui Costa leidde hierna de groep van uiteindelijk slechts 8 rijders voorbij de groep-Rolland. Nadat hij zich liet wegvallen, nam Alejandro Valverde de leiding over, met Froome, Richie Porte, Nairo Quintana, Roman Kreuziger, Alberto Contador en Joaquim Rodríguez. Ook Kreuziger moest lossen. Porte nam de leiding over, en Voigt werd bijgehaald. Rodríguez viel aan met Quintana. Daarna kwam Froome die in een sprong bij en bijna voorbij het duo kwam.
De situatie was nu dus Froome, Rodríguez en Quintana aan kop, Contador en Porte, waarbij Kreuziger ook aansluiting vond. Valverde reed nog tussen deze twee groepen in. Verder naar achter werkte een groep bestaande uit Bauke Mollema, Jan Bakelants en Jakob Fuglsang zich terug naar voren. Andrew Talansky sloot zich aan bij de groep-Contador. Froome viel kort voor de top aan. Quintana haalde hem terug, en reed vervolgens zelf weg van Froome en Rodríguez. Froome moest in de laatste meters ook Rodríguez laten gaan. Door dit resultaat stegen Quintana en Rodríguez van de derde en vijfde plaats naar de tweede en derde plaats in het algemeen klassement.

### Tussensprint
| Tussensprint Le Châtelard na 33,5 km |                     |        |
| Plaats                               | Naam                | Punten |
| Winnaar                              | Juan Antonio Flecha | 6      |
| 2                                    | Christophe Riblon   | 4      |
| 3                                    | Cyril Gautier       | 2      |

### Bergsprint
| Beklimming Côte du Puget na 12,5 km | Beklimming Côte du Puget na 12,5 km | Beklimming Côte du Puget na 12,5 km | 2e cat. 5,4 km à 5,9 % | 2e cat. 5,4 km à 5,9 % |
| Plaats                              | Naam                                | Naam                                | Punten                 |                        |
| Winnaar                             | Pierre Rolland                      | Pierre Rolland                      | 5                      |                        |
| 2                                   | Juan Antonio Flecha                 | Juan Antonio Flecha                 | 3                      |                        |
| 3                                   | Jens Voigt                          | Jens Voigt                          | 2                      |                        |
| 4                                   | Marcus Burghardt                    | Marcus Burghardt                    | 1                      |                        |

| Beklimming Col de Leschaux na 17,5 km | Beklimming Col de Leschaux na 17,5 km | Beklimming Col de Leschaux na 17,5 km | 3e cat. 3,6 km à 6,1 % | 3e cat. 3,6 km à 6,1 % |
| Plaats                                | Naam                                  | Naam                                  | Punten                 |                        |
| Winnaar                               | Igor Antón                            | Igor Antón                            | 2                      |                        |
| 2                                     | Pierre Rolland                        | Pierre Rolland                        | 1                      |                        |

| Beklimming Côte d'Aillon-le-Vieux na 43 km | Beklimming Côte d'Aillon-le-Vieux na 43 km | Beklimming Côte d'Aillon-le-Vieux na 43 km | 3e cat. 6 km à 4 % | 3e cat. 6 km à 4 % |
| Plaats                                     | Naam                                       | Naam                                       | Punten             |                    |
| Winnaar                                    | Pierre Rolland                             | Pierre Rolland                             | 2                  |                    |
| 2                                          | Christophe Riblon                          | Christophe Riblon                          | 1                  |                    |

| Beklimming Col des Prés na 51 km | Beklimming Col des Prés na 51 km | Beklimming Col des Prés na 51 km | 3e cat. 3,4 km à 6,9 % | 3e cat. 3,4 km à 6,9 % |
| Plaats                           | Naam                             | Naam                             | Punten                 |                        |
| Winnaar                          | Pierre Rolland                   | Pierre Rolland                   | 2                      |                        |
| 2                                | Igor Antón                       | Igor Antón                       | 1                      |                        |

| Beklimming Mont Revard na 78,5 km | Beklimming Mont Revard na 78,5 km | Beklimming Mont Revard na 78,5 km | 1e cat. 15,9 km à 5,6 % | 1e cat. 15,9 km à 5,6 % |
| Plaats                            | Naam                              | Naam                              | Punten                  |                         |
| Winnaar                           | Jens Voigt                        | Jens Voigt                        | 10                      |                         |
| 2                                 | Igor Antón                        | Igor Antón                        | 8                       |                         |
| 3                                 | Pierre Rolland                    | Pierre Rolland                    | 6                       |                         |
| 4                                 | Christophe Riblon                 | Christophe Riblon                 | 4                       |                         |
| 5                                 | Philippe Gilbert                  | Philippe Gilbert                  | 2                       |                         |
| 6                                 | Tejay van Garderen                | Tejay van Garderen                | 1                       |                         |

| Beklimming Le Semnoz na 125 km | Beklimming Le Semnoz na 125 km | Beklimming Le Semnoz na 125 km | HC cat. 10,7 km à 8,5 % | HC cat. 10,7 km à 8,5 % |
| Plaats                         | Naam                           | Naam                           | Punten                  |                         |
| Winnaar                        | Nairo Quintana                 | Nairo Quintana                 | 50                      |                         |
| 2                              | Joaquim Rodríguez              | Joaquim Rodríguez              | 40                      |                         |
| 3                              | Chris Froome                   | Chris Froome                   | 32                      |                         |
| 4                              | Alejandro Valverde             | Alejandro Valverde             | 28                      |                         |
| 5                              | Richie Porte                   | Richie Porte                   | 24                      |                         |
| 6                              | Andrew Talansky                | Andrew Talansky                | 20                      |                         |
| 7                              | Alberto Contador               | Alberto Contador               | 16                      |                         |
| 8                              | John Gadret                    | John Gadret                    | 12                      |                         |
| 9                              | Jesús Hernández                | Jesús Hernández                | 8                       |                         |
| 10                             | Roman Kreuziger                | Roman Kreuziger                | 4                       |                         |

## Uitslagen
| Rituitslag Annecy naar Annecy-Semnoz (125 km) |                    |                    |          |
| Plaats                                        | Naam               | Ploeg              | Tijd     |
| Winnaar                                       | Nairo Quintana     | Team Movistar      | 3u39'04" |
| 2                                             | Joaquim Rodríguez  | Katjoesja          | + 18"    |
| 3                                             | Chris Froome       | Sky ProCycling     | + 29"    |
| 4                                             | Alejandro Valverde | Team Movistar      | + 1'42"  |
| 5                                             | Richie Porte       | Sky ProCycling     | + 2'17"  |
| 6                                             | Andrew Talansky    | Team Garmin-Sharp  | + 2'27"  |
| 7                                             | Alberto Contador   | Team Saxo-Tinkoff  | + 2'28"  |
| 8                                             | John Gadret        | AG2R-La Mondiale   | + 2'48"  |
| 9                                             | Jesús Hernández    | Team Saxo-Tinkoff  | + 2'55"  |
| 10                                            | Roman Kreuziger    | Team Saxo-Tinkoff  | z.t.     |
|                                               |                    |                    |          |
| 15                                            | Jan Bakelants      | RadioShack-Leopard | + 3'51"  |
| 16                                            | Bauke Mollema      | Belkin Pro Cycling | + 3'56"  |

| Strijdlustigste renner |            |                    |
|                        | Naam       | Ploeg              |
|                        | Jens Voigt | RadioShack-Leopard |

## Klassementen
| Algemeen Klassement |                    |                    |           |
| Plaats              | Naam               | Ploeg              | Tijd      |
| Gele trui           | Chris Froome       | Sky ProCycling     | 80u49'33" |
| 2                   | Nairo Quintana     | Team Movistar      | + 5'03"   |
| 3                   | Joaquim Rodríguez  | Katjoesja          | + 5'47"   |
| 4                   | Alberto Contador   | Team Saxo-Tinkoff  | + 7'10"   |
| 5                   | Roman Kreuziger    | Team Saxo-Tinkoff  | + 8'10"   |
| 6                   | Bauke Mollema      | Belkin Pro Cycling | + 12'25"  |
| 7                   | Jakob Fuglsang     | Astana Pro Team    | + 13'00"  |
| 8                   | Alejandro Valverde | Team Movistar      | + 16'09"  |
| 9                   | Daniel Navarro     | Cofidis            | + 16'35"  |
| 10                  | Andrew Talansky    | Team Garmin-Sharp  | + 18'22"  |
|                     |                    |                    |           |
| 14                  | Maxime Monfort     | RadioShack-Leopard | + 24'21"  |

| Ploegenklassement |                         |            |
| Plaats            | Ploeg                   | Tijd       |
|                   | Team Saxo-Tinkoff       | 241u52'05" |
| 2                 | AG2R-La Mondiale        | + 8'30"    |
| 3                 | RadioShack-Leopard      | + 8'52"    |
| 4                 | Team Movistar           | + 22'45"   |
| 5                 | Belkin Pro Cycling      | + 38'26"   |
| 6                 | Katjoesja               | +1u03'48"  |
| 7                 | Euskaltel-Euskadi       | +1u30'40"  |
| 8                 | Omega Pharma-Quick Step | +1u50'25"  |
| 9                 | Sky ProCycling          | +1u54'23"  |
| 10                | Cofidis                 | +2u07'07"  |

## Nevenklassementen
| Puntenklassement |                |                         |        |
| Plaats           | Naam           | Ploeg                   | Punten |
| Groene trui      | Peter Sagan    | Cannondale              | 383    |
| 2                | Mark Cavendish | Omega Pharma-Quick Step | 282    |
| 3                | André Greipel  | Lotto-Belisol           | 232    |
|                  |                |                         |        |
| 13               | Jan Bakelants  | RadioShack-Leopard      | 84     |
| 19               | Bauke Mollema  | Belkin Pro Cycling      | 69     |

| Bergklassement |                |                    |        |
| Plaats         | Naam           | Ploeg              | Punten |
| Bolletjestrui  | Nairo Quintana | Team Movistar      | 147    |
| 2              | Chris Froome   | Sky ProCycling     | 136    |
| 3              | Pierre Rolland | Team Europcar      | 119    |
|                |                |                    |        |
| 14             | Jan Bakelants  | RadioShack-Leopard | 33     |
| 22             | Bauke Mollema  | Belkin Pro Cycling | 20     |

| Jongerenklassement |                    |                        |           |
| Plaats             | Naam               | Ploeg                  | Tijd      |
| Witte trui         | Nairo Quintana     | Team Movistar          | 80u54'36" |
| 2                  | Andrew Talansky    | Team Garmin-Sharp      | + 13'19"  |
| 3                  | Michał Kwiatkowski | Omega Pharma-Quickstep | + 14'39"  |
|                    |                    |                        |           |
| 5                  | Tom Dumoulin       | Argos-Shimano          | +1u30'10" |
| 21                 | Sep Vanmarcke      | Belkin Pro Cycling     | +3u30'19" |